# Banda Mantiqueira
Banda Mantiqueira é um grupo musical brasileiro composto por 13 integrantes e liderado pelo saxofonista e arranjador Nailor Azevedo Proveta.

## Histórico
Formada em 1991, a banda começou tocando em bares de São Paulo e registra apresentações em Lisboa, Cidade do Porto, Free Jazz Festival, Rio de Janeiro e EUA. Possui três álbuns gravados: Aldeia (1996), Bixiga (2000) e com a Osesp em concerto apresentado na Sala São Paulo, em dezembro de 2000, sendo o primeiro deles - o "Aldeia" - nominado ao Grammy, em 1998.

## Crítica
Escrevendo para o Yahoo!, Regis Tadeu publicou uma crítica positiva à banda, à época com Mônica Salmaso, em 2012: "A união entre este ótimo grupo e a talentosa cantora tem tudo para propiciar um espetáculo irrepreensível para quem gosta de música brasileira. (...)"

## Discografia
- Bixiga. Pau Brasil
- Aldeia. Pau Brasil